# Messerkerl

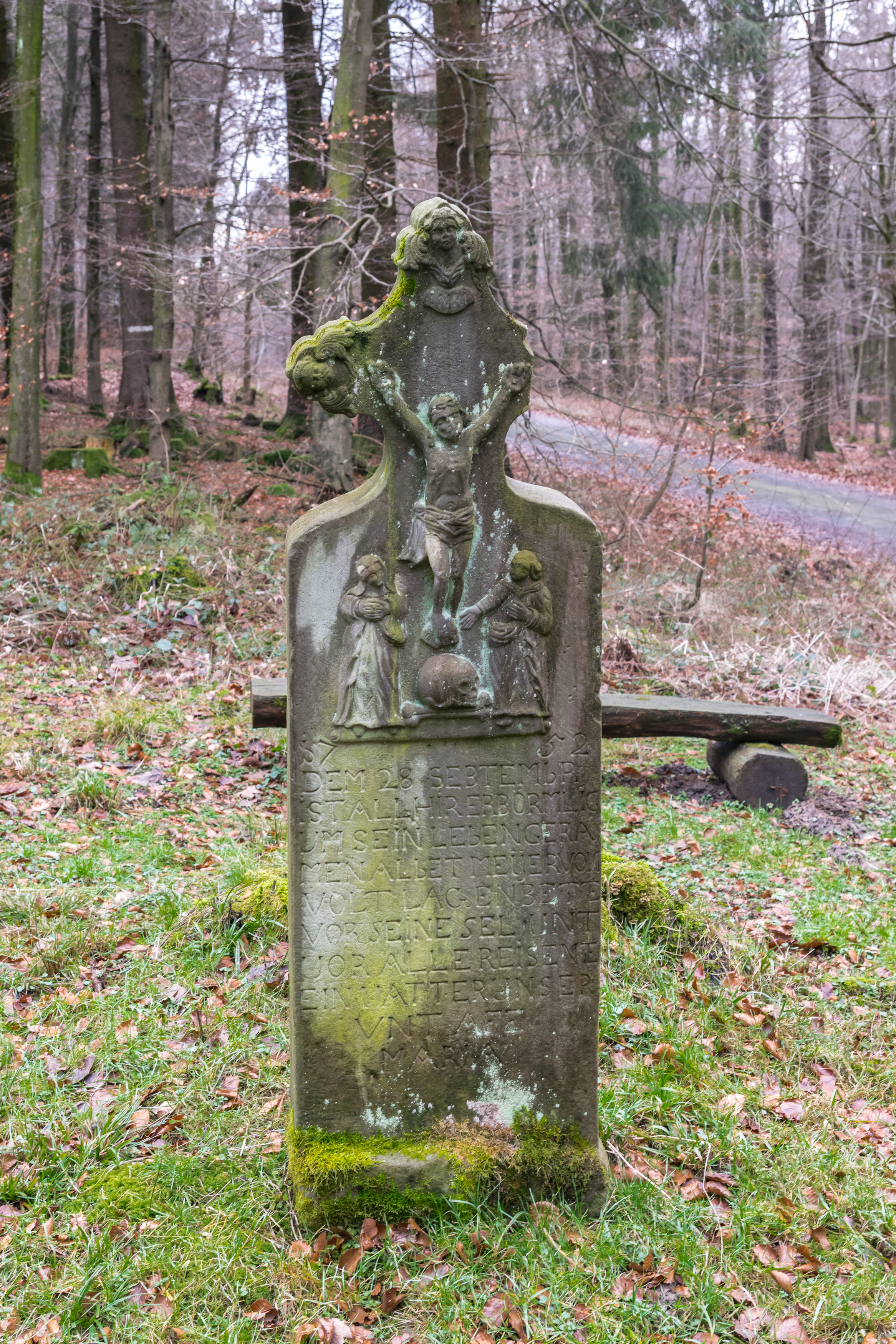
Wegekreuz „Messerkerl“

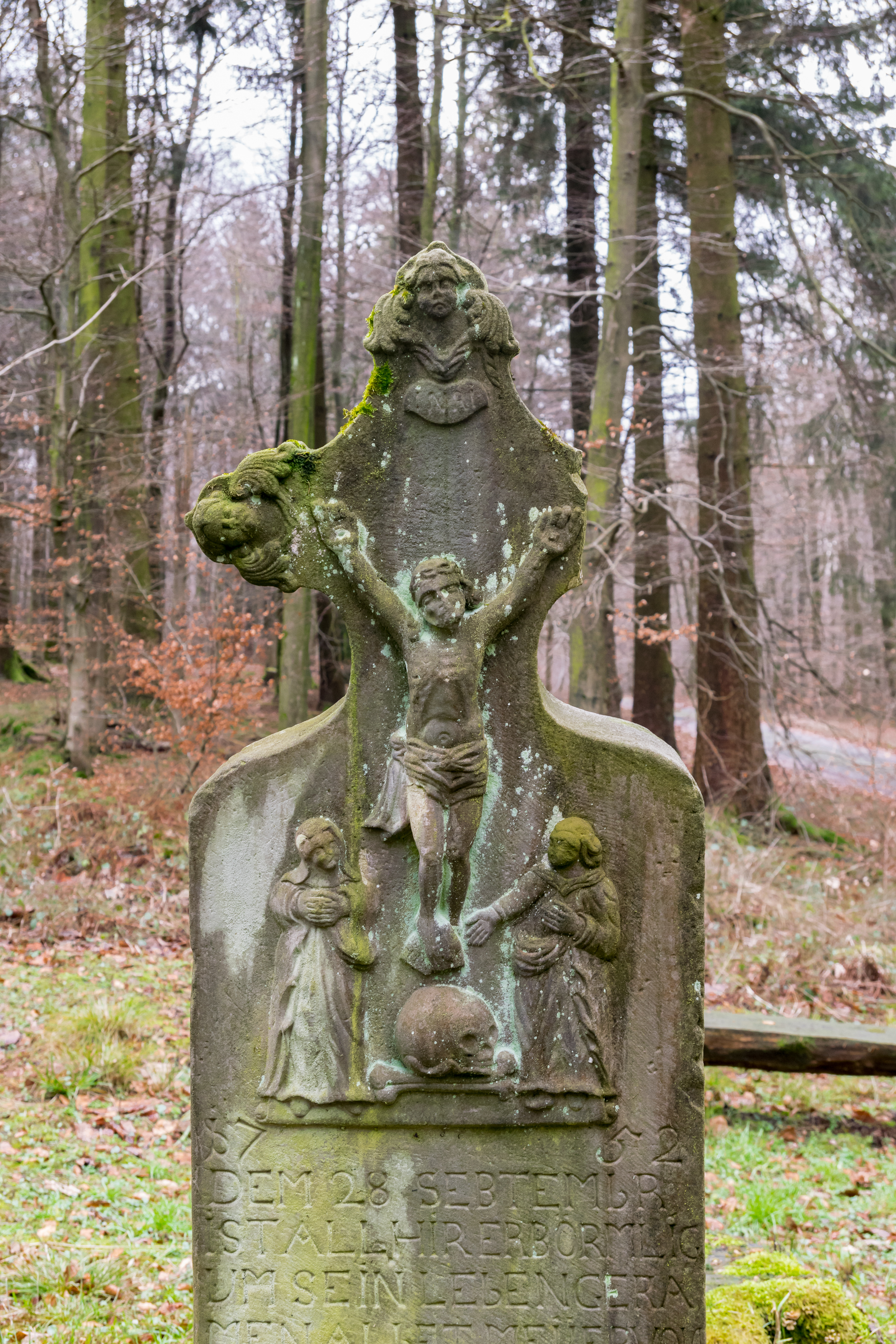
Relief einer Kreuzigungsgruppe, darunter ein Totenkopf

Als Messerkerl wird ein Steinkreuz auf dem Spellerbergplateau bei Veldrom bezeichnet, das auf der Grenze der Stadt Horn-Bad Meinberg, der Stadt Bad Lippspringe und der Gemeinde Altenbeken liegt. Hier kreuzten sich früher der Handelsweg vom südlichen Münsterland über die Weserberge, sowie die Route über den Römerberg nach Bad Lippspringe und ein Zollstock genannter Abzweig über die lippische Grenze nach Detmold über Horn. Der Messerkerl liegt auf einer Höhe von rund 400 m über NHN und wird durch ein etwa 1,90 m hohes Denkmal aus Sandstein markiert, das an den 1752 ermordeten Wanderhändler Albert Meijer erinnert.
Das mit einer Kreuzigungsgruppe und einem Totenkopf verzierte Denkmal trägt die Inschrift:

„1752 dem 28 Sebtember ist allhir erbörmlig um sein Leben gekamen Albert Meijer von Voltlagen bette vor seine sel unt vor alle Reisente ein Vatter Unser Ave Maria.“

Der Sage nach hat ein Wanderhändler auf seinem Weg von Horn nach Paderborn an diesem Ort eine Pause eingelegt, um sich auszuruhen und einige Zinnlöffel anzufertigen. Zum Schmelzen des Zinns zündete er ein Feuer an und gegen wilde Tiere stellte er ein Tellereisen auf. Bei der Arbeit übermannte ihn der Schlaf, als sich ihm ein finsterer Geselle näherte. Dieser griff die Pfanne mit dem flüssigen Zinn und goss es in den offenen Mund des Händlers, der jämmerlich erstickte. Der Übeltäter durchsuchte das Gepäck des Reisenden nach Beute, trat in das Tellereisen, fiel in das Feuer und verbrannte.
Das Steinkreuz stellt ein einzigartiges Töddendenkmal dar und weist auf das Ansehen hin, das die damaligen Wanderhändler oder Tödden bei den Bewohnern dieser abgelegenen Gebiete genossen. Angesehene Kaufmannsfamilien im westfälisch-münsterländischen Raum haben sich nachweislich aus diesem Töddenstand entwickelt, wie Brenninkmeyer, Hettlage, Boecker oder Peek & Cloppenburg.